# Marius Zarn
Marius Zarn (* 18. April 1978) ist ein Schweizer Fussballspieler und Fussballtrainer.
Marius Zarn begann seine Karriere beim FC Landquart. In der Rückrunde der Saison 2006/07 kehrte er als rechter Mittelfeldspieler zu seinem langjährigen Verein FC Vaduz in die Challenge League zurück. Seine grössten Erfolge mit Vaduz waren die sieben Erfolge im Liechtensteiner Cup, der Aufstieg in die Axpo Super League sowie die Teilnahme am UEFA-Cup. Zu Beginn der Saison 2008/09 wechselte er zu Chur 97, wo er als Spielertrainer in der 2. Liga interregional spielt.